# Spathius tricolor
Spathius tricolor är en stekelart som beskrevs av Szepligeti 1900. Spathius tricolor ingår i släktet Spathius och familjen bracksteklar. Inga underarter finns listade i Catalogue of Life.